# Avinguda Carrilet
Avinguda Carrilet (L1) i L’Hospitalet-Av. Carrilet (FGC) – stacja metra w Barcelonie, na linii 1. Stacja została otwarta w 1987 roku.